# CEF-Maßnahme

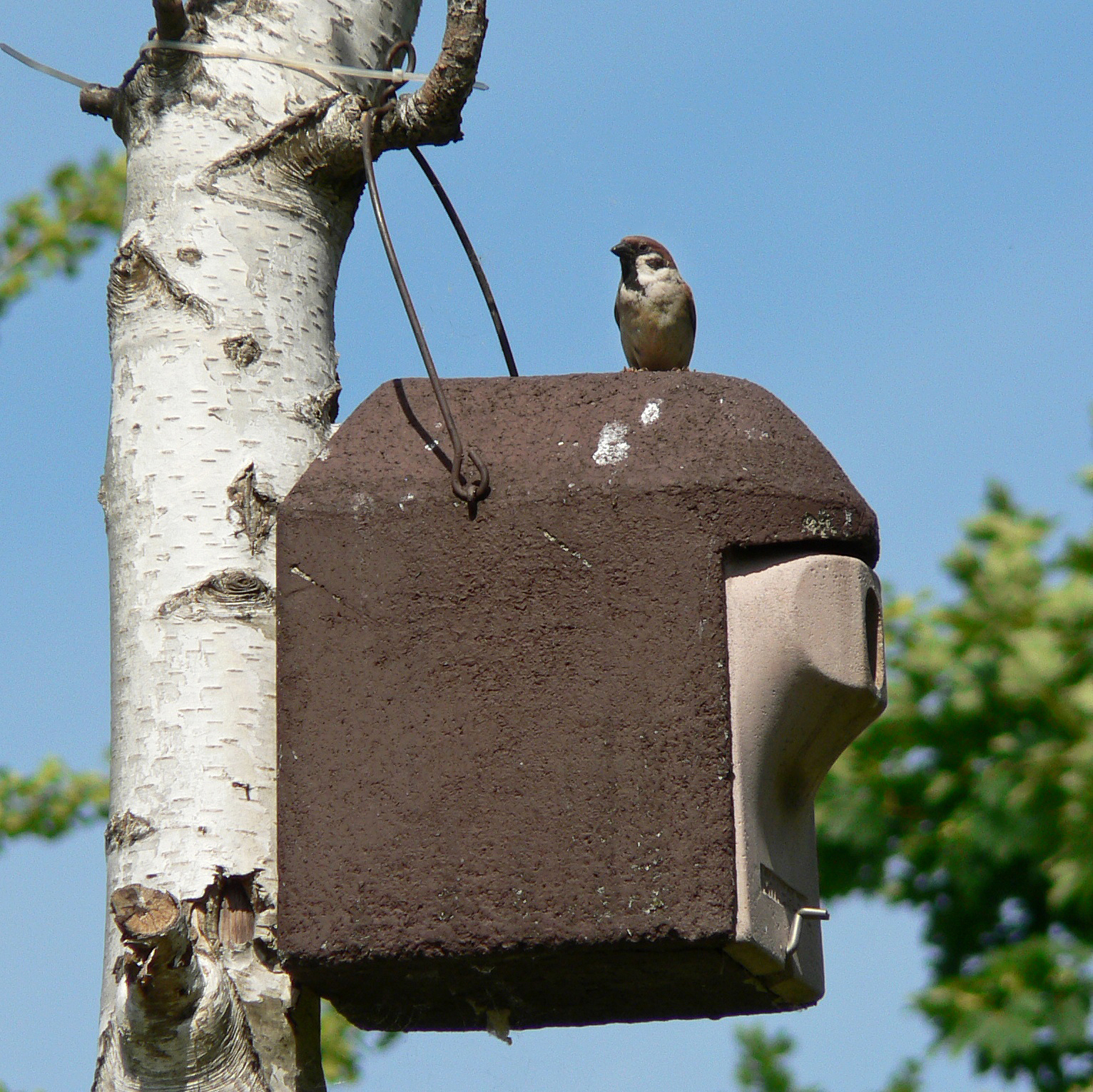
Nistkästen können als CEF-Maßnahme dienen. Das Bild zeigt einen Vogelnistkasten.

Als CEF-Maßnahmen (continuous ecological functionality-measures, Übersetzung etwa Maßnahmen für die dauerhafte ökologische Funktion) werden im Bereich der Eingriffsregelung Maßnahmen des Artenschutzes verstanden. Entscheidendes Kriterium ist, dass sie vor einem Eingriff in direkter funktionaler Beziehung durchgeführt wird. Eine ökologisch-funktionale Kontinuität soll ohne zeitliche Lücke gewährleistet werden. Es handelt sich um eine zeitlich vorgezogene Ausgleichsmaßnahme. Über ein begleitendes Monitoring wird der Erfolg kontrolliert. Die Europäische Kommission führte 2007 CEF-Maßnahmen im Leitfaden zum strengen Schutzsystem für Tierarten von gemeinschaftlichem Interesse im Rahmen der FFH-Richtlinie ein. Die gesetzliche Grundlage in Deutschland ergibt sich aus § 44 Abs. 5 i. V. m. § 15 Bundesnaturschutzgesetz (Eingriffsregelung) aus dem Jahr 2009. In Österreich sind funktionserhaltende Maßnahmen in einigen Naturschutzgesetzen vorgesehen, z. B. § 24 Abs. 4 lit d TNSchG. 

## Erläuterung
CEF-Maßnahmen setzen direkt am betroffenen Bestand der geschützten Arten an. Sie sollen die Lebensstätte (Habitat) für die betroffene Population in Qualität und Quantität erhalten. Die Maßnahme soll dabei einen unmittelbaren räumlichen Bezug zum betroffenen Habitat haben und angrenzend neue Lebensräume schaffen, die in direkter funktionaler Beziehung mit dem Ursprungshabitat stehen.

## Beispiel
Eine Gebäuderuine soll abgebrochen werden. Sie ist Lebensstätte für gesetzlich geschützte Fledermäuse, für die der Verlust ihres Lebensraumes einen deutlichen Eingriff darstellen würde. Nach gesetzlicher Vorgabe sind daher vor Abbruch des Gebäudes im Rahmen einer CEF-Maßnahme geeignete Lebensräume neu zu schaffen: Für den Verlust von außen liegenden Spaltenquartieren (z. B. hinter Fensterläden) kann das Aufhängen von Nistkästen (in diesem Fall Flachkästen) an geeigneten Stellen (z. B. an anderen Gebäuden in der Nähe) wirksam sein. Es ist darauf zu achten, dass die CEF-Maßnahme die Situation der jeweilig verlustig gehenden Lebensstätte bestmöglich nachbildet, damit sie als Ausgleich für diese Lebensstätte und für die betreffende Art auch wirksam werden kann. So sind Fledermauskästen i. d. R. kein geeigneter Ausgleich für den Verlust von unterirdischen Winterquartieren, wie z. B. Unterkellerungen von Gebäuderuinen. Die Wirksamkeit von CEF-Maßnahmen muss vor dem Eintreten des Verlustes gewährleistet sein und durch ein Erfolgsmonitoring bestätigt werden, um ggf. nachgebessert zu werden.